# Serra da Lapa
A Serra da Lapa é uma serra portuguesa que abrange parte dos concelhos de Sernancelhe e Sátão, do distrito de Viseu e parte do concelho de Aguiar da Beira do distrito da Guarda. O seu ponto mais alto está situado na freguesia de Quintela, no concelho de Sernancelhe e tem 955 metros de altura.

## Hidrografia
É nesta serra que nasce o rio Vouga e o rio Dão, passando também por lá o rio Paiva, razão pela qual se diz que as águas da chuva caídas na serra da Lapa podem desaguar na Figueira da Foz, Aveiro ou Porto.